# Rubrum
Das Rubrum (Plur. Rubra oder auch Rubren) ist die einem Schriftstück vorangestellte kurze Zusammenfassung seines Inhalts, im einfachsten Fall eine Betreffzeile. Ein Rubrum dient ganz allgemein dazu, den nach ihm folgenden Inhalt schon am Anfang richtig einordnen zu können (in die richtige Rubrik). Bei amtlichen Gebührenbescheiden oder Rechnungen ist im Rubrum neben dem Betreff auch die Rechtsgrundlage aufgeführt.

## Herkunft
Die Bezeichnung leitet sich aus dem lateinischen Wort „ruber“ für „rot“ ab, da dieser Teil des Schriftstücks (beim Urteil der Urteilskopf) früher mit roter Tinte geschrieben wurde.

## Rubrum in gerichtlichen Dokumenten
Bei Gericht bezeichnet der Rechtsbegriff Rubrum das Deckblatt von Urteilen oder juristischen Schriftsätzen wie etwa Klagen oder den Titel/Betreff, unter dem Beträge auf Konten gebucht worden sind. Im Prozessrecht sind im Rubrum formelle Inhalte (wie zum Beispiel Anschriften der Prozessbeteiligten, Aktenzeichen und ähnliches) des folgenden Schriftsatzes zusammengefasst.
Ebenfalls gebräuchlich sind die Bezeichnungen Aktivrubrum für den Teil, der den Kläger (den Aktiven) näher bezeichnet, und Passivrubrum für die nähere Bezeichnung des Beklagten (des Passiven, der beklagt wird).
Jeder Rechtsweg kennt in seiner Prozessordnung Vorschriften zum Rubrum (z. B. § 275 StPO, § 313 Abs. 1 Nr. 1 und 2 ZPO, § 117 VwGO, § 136 SGG usw.).
Das Rubrum eines Urteils beginnt in Deutschland beispielsweise mit der Eingangsformel „Im Namen des Volkes“. Weiterhin erscheint das Gericht, das Aktenzeichen, der Spruchkörper, die Namen der/s Richter(s) mit deren/dessen Funktion, der Tag der letzten mündlichen Verhandlung, die Parteien, deren Prozessbevollmächtigten, mit Name, Beruf (oder Stand), Wohnort und Verfahrensstellung. Im Strafverfahren wird abweichend davon der Angeklagte, der Verkündungstag des Urteils, der Verteidiger, der Sitzungsvertreter der Staatsanwaltschaft, und der Urkundsbeamte der Geschäftsstelle genannt.
An das Rubrum schließt sich der Urteilstenor an.

## Art des Rubrums
Als Kurzrubrum wird die verkürzte Form des Rubrums bezeichnet. Das Langrubrum wird von Gerichten jeweils bei Entscheidungen über das Verfahren (z. B. Urteil oder Beschluss) vorangestellt, bei sonstigen Schreiben (z. B. Verfügung zur Anberaumung eines Termins), in denen das Langrubrum nicht von Gesetzes wegen verlangt wird, durch das Kurzrubrum ersetzt. Bei Prozessparteien und ihren Bevollmächtigten wird das Langrubrum für gewöhnlich jeweils beim ersten Schriftsatz eines Verfahrens (z. B. Klageschrift oder Widerklage) genutzt, bei sonstigen Schriftsätzen (z. B. Klageerwiderung, Duplik usw.) das Kurzrubrum. Im Gegensatz zum Langrubrum dürfen im Kurzrubrum Abkürzungen verwendet werden.

### Beispiel
Max Mustermann, Musterstraße 1a, 12345 Musterstadt
– Kläger –
Prozessbevollmächtigte: Rechtsanwältin Sophie Schemata, Wikiplatz 23, 67890 Wikistadt, Az. [...]
gegen
die Beispiel + Exempel KG, Beispielstraße 2, 98765 Beispieldorf, vertreten durch ihre persönlich haftenden Gesellschafter, diesseits vertreten durch ihren Geschäftsführer Gustav Geschäftsführer
– Beklagte zu 1) –
und
Bernd Beklagter, Exempelgasse 7, 43210 Exempelstadt
– Beklagter zu 2) –
wegen [...]
Aus dem o. g. Langrubrum würde bei Bildung des Kurzrubrums auf alle bereits bekannten und zur Identifizierung der Sache unwesentlichen Angaben verzichtet werden. Zumeist wird der Name der ersten beiden Prozessbeteiligten angegeben, das Wort „gegen“ durch die Zeichen Punkt-Slash-Punkt ersetzt und etwaige weitere Prozessparteien durch ein Auslassungszeichen kenntlich gemacht. In vorliegendem Beispiel ergäbe dies:
Bei Schriftsätzen, in denen das Kurzrubrum angegeben wird, ist es zumeist hilfreich, neben diesem auch noch das Aktenzeichen des Adressaten zu nennen sowie ggf. die Worte „in Sachen“ dem Rubrum voranzustellen.

## Verwandte Begriffe
- Abstract, Précis sind bedeutungsähnlich.
- Synopse, eine vergleichende Übersicht mehrerer Dokumente